# Antonio Esposito (calciatore)
Antonio Esposito (Lugano, 13 dicembre 1972) è un ex calciatore e allenatore di calcio svizzero di ruolo centrocampista.

## Carriera

### Club
Esposito iniziò a giocare a calcio nelle giovanili del Lugano, esordendo nel 1992 e rimanendo fino al 1996, giocando da titolare. Passò poi al Grasshoppers, dove rimase per due stagioni e mezzo conquistando il campionato nell'annata 1997-1998. Nella sessione invernale del calciomercato 1998-1999 venne ceduto in prestito all'Extremadura, militante nella prima divisione spagnola, dove giocò 16 gare segnando due reti prima di tornare in Svizzera.
Dopo una stagione e mezza tra le file del Grasshoppers venne ceduto in prestito, nel gennaio 2000, al Cagliari, dove mise a segno una rete in 11 gare di campionato. Giocò un'ulteriore gara nella stagione successiva, prima di essere ceduto a titolo definitivo al Saint Étienne, compagine militante nella seconda lega francese: anche nella squadra francese rimase per una sola stagione, giocando 24 gare senza segnare reti. Al termine dell'esperienza nella Loira tornò in Svizzera, questa volta al Basilea.
Dopo due stagioni tornò in Italia, al Varese, nel gennaio 2004, dove però giocò solo 5 gare fino al termine della stagione, prima di passare al Mendrisio nell'estate del 2004 e successivamente alla sua squadra d'esordio, il Lugano, nel calciomercato invernale della stagione 2004-2005. Nell'estate 2005, al termine della stagione, venne ceduto al Malcantone Agno, dove rimase fino al termine del 2006 prima di ritirarsi dal calcio giocato.

### Nazionale
Esposito, che era stato convocato anche per gare precedenti senza mai esordire, debuttò con la nazionale Svizzera il 10 febbraio 1997, nella finale del torneo amichevole denominato Carlsberg Cup, che vide gli elvetici perdere per 2-1 contro la Russia. Venne convocato nuovamente tre anni più tardi, disputando la sua seconda gara il 16 agosto 2000 contro la Grecia e la terza (ed ultima) il 28 febbraio 2001 contro la Polonia. Venne successivamente convocato per alcune gare successive, ma non scese mai in campo.

## Dopo il ritiro
Esposito è giornalista sportivo e in passato ha lavorato come opinionista per la RSI. Attualmente collabora con Teleticino.

## Statistiche

### Cronologia presenze e reti in nazionale
| Cronologia completa delle presenze e delle reti in nazionale ― Svizzera | Cronologia completa delle presenze e delle reti in nazionale ― Svizzera | Cronologia completa delle presenze e delle reti in nazionale ― Svizzera | Cronologia completa delle presenze e delle reti in nazionale ― Svizzera | Cronologia completa delle presenze e delle reti in nazionale ― Svizzera | Cronologia completa delle presenze e delle reti in nazionale ― Svizzera | Cronologia completa delle presenze e delle reti in nazionale ― Svizzera | Cronologia completa delle presenze e delle reti in nazionale ― Svizzera |
| Data                                                                    | Città                                                                   | In casa                                                                 | Risultato                                                               | Ospiti                                                                  | Competizione                                                            | Reti                                                                    | Note                                                                    |
| ----------------------------------------------------------------------- | ----------------------------------------------------------------------- | ----------------------------------------------------------------------- | ----------------------------------------------------------------------- | ----------------------------------------------------------------------- | ----------------------------------------------------------------------- | ----------------------------------------------------------------------- | ----------------------------------------------------------------------- |
| 10-2-1997                                                               | Hong Kong                                                               | Russia                                                                  | 2 – 1                                                                   | Svizzera                                                                | Carlsberg Cup 1997 - Finale                                             | -                                                                       |                                                                         |
| 16-8-2000                                                               | San Gallo                                                               | Svizzera                                                                | 2 – 2                                                                   | Grecia                                                                  | Amichevole                                                              | -                                                                       | 67’                                                                     |
| 28-2-2001                                                               | Larnaca                                                                 | Polonia                                                                 | 4 – 0                                                                   | Svizzera                                                                | Amichevole                                                              | -                                                                       | 53’                                                                     |
| Totale                                                                  |                                                                         | Presenze                                                                | 3                                                                       |                                                                         | Reti                                                                    | 0                                                                       |                                                                         |

## Palmarès
- Campionato svizzero: 2

Grasshoppers: 1997-1998
Basilea: 2001-2002
- Coppa Svizzera: 3

Lugano: 1992-1993
Basilea: 2001-2002, 2002-2003